# 중국의 조계지
중국의 조계지(租界地)는 청나라말 열강 등의 중국 진출로 인하여 중국이 타국에 임대하여준 지역을 말한다.

## 중국 내 조계지
1911년 각 국별로 조계지를 보면 아래와 같다. 

### 국가별 조계지
- 영국: 7곳 - 톈진, 한커우, 광저우, 저우장, 샤먼, 전장, 홍콩신계구
- 프랑스: 4곳- 상하이, 톈진, 한커우, 광저우
- 일본: 9곳 - 충칭, 수저우, 항저우, 한커우, 톈진, 상하이, 푸저우, 샤먼, 샤시
- 독일: 2곳 - 톈진, 한커우
- 오스트리아: 2곳 - 톈진, 한커우
- 이태리: 1곳 - 톈진
- 헝가리: 1곳 - 톈진
- 벨기에: 1곳 - 톈진

위 도시 중 일본의 푸저우, 샤먼, 샤시는 건설되지 못했다. 이것을 도시별로 보면 다음과 같다. 

### 도시별 조계지 현황
- 상하이　영국조계，미국 조계(후에 영국과 병합하고 공동조계），프랑스 조계，일본 조계(비공식)
- 톈진　영국，프랑스，미국，독일，오스트리아，벨기에，러시아，이탈리아, 일본
- 한커우(漢口) 영국，프랑스，독일，러시아, 일본 조계
- 광저우　영국，프랑스 조계
- 전장(鎭江)　영국 조계
- 지우장(九江)　영국 조계
- 샤먼(厦門) 영국 조계，공동 조계
- 항저우　일본 조계
- 수저우　일본 조계
- 충칭　일본 조계

공동 조계는 4곳이며 다음과 같다:
- 상하이 공동조계(영국과 미국)
- 샤먼 공동조계
- 옌타이 공동조계
- 우후(芜湖) 공동조계